# Proroblemma porphyrea
Proroblemma porphyrea är en fjärilsart som beskrevs av Dyar 1914. Proroblemma porphyrea ingår i släktet Proroblemma och familjen nattflyn. Inga underarter finns listade i Catalogue of Life.